# 博他那幹路
博他那幹路位於泰國的首都曼谷，為該市境內的萱鑾縣、巴域縣兩地的六線幹道，道路名稱的意思為「發展之路」。

## 連通
- 東端與素坤逸77街（翁律街 Soi On Nut）呈T字交叉；
- 西接：南甘杏路、碧武里新路及素坤逸71街（空丹街 Soi Klong Tan）；

## 沿路特點
- 東段部分幾乎與泰國的東線鐵路平行；
- 以橋粱跨越四條運河。

## 從西到東沿路重要地點
- 泰國博樂大學 Kasem Bundit University
- 華目火車站 Hua Mak Railway Station
- 吉之島 百貨公司
- 2677號：醫院 Vibharam Hospital
- 萱巒縣署 Suan Luang District Office